# Santiago Lovell
Santiago Lovell (n. 23 aprilie 1912, Buenos Aires, Argentina – d. 17 martie 1966, Buenos Aires, Argentina) a fost un boxer ce a reprezentat Argentina, medaliat olimpic. A participat la o ediție a Jocurilor Olimpice (1932) în care a câștigat o medalie de aur.

## Participări
Lista de mai jos prezintă principalele competiții la care a participat Santiago Lovell de-a lungul carierei.
- boxing at the 1932 Summer Olympics – heavyweight[*]